# شکل قلب من (ترانه استینگ)
«شکل قلب من» (به انگلیسی: Shape of My Heart) تک‌آهنگ خواننده انگلیسی، استینگ، می‌باشد که در سال ۱۹۹۳ منتشر شد.

این آهنگ توسط استینگ و دومینیک میلر گیتاریست نوشته شده‌است. استینگ دربارهٔ این آهنگ گفته‌است که می‌خواهد داستان ورق‌باز یا قماربازی را بگوید که برای بردن بازی نمی‌کند و برای کشف چیزی تلاش می‌کند؛ کشف نوعی منطق عرفانی در شانس؛ نوعی علمی، چیزی شبیه به قوانین مذهبی.

این آهنگ در قسمت پایانی فیلم لئون با بازی ژان رنو و ناتالی پورتمن استفاده شده‌است.